# Tera Jet
Il Tera Jet è un traghetto veloce Ro-Ro di proprietà della Seajets. Insieme alle sue navi gemelle (Aries, Taurus e Capricorn) è stato il primo traghetto veloce (oltre 40 nodi) monocarena al mondo a superare le 1.000 tonnellate di portata lorda. È stato realizzato da Fincantieri nel cantiere navale di Riva Trigoso.

## Dettagli sulla progettazione

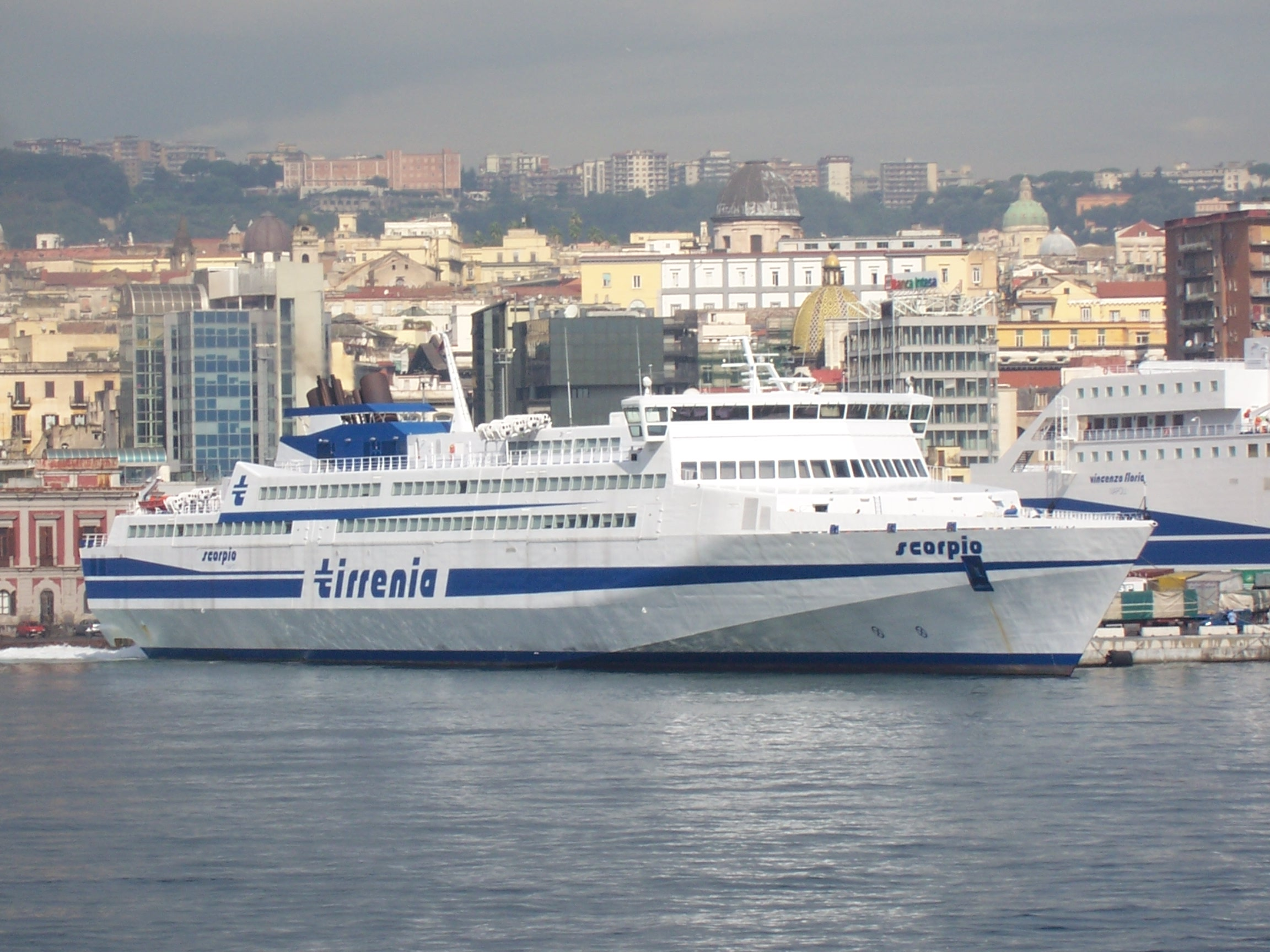
Lo Scorpio a Napoli

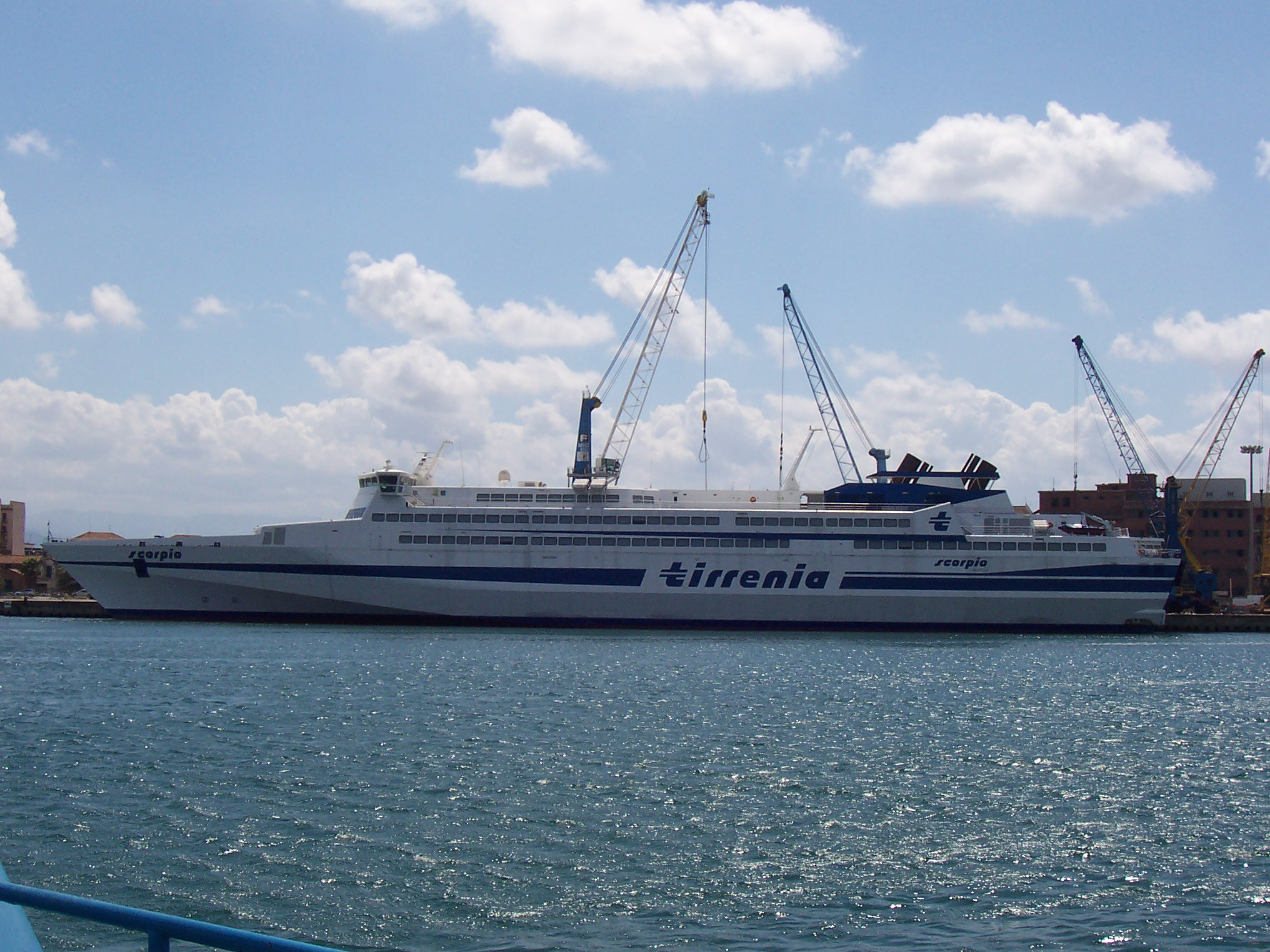
Il traghetto veloce Scorpio nel porto di Milazzo

Tera Jet è un monocarena realizzato quasi completamente in lega di alluminio, le parti sottoposte ad elevato stress meccanico sono invece realizzate in acciai speciali. Per conferire alla nave grandi capacità di navigabilità il profilo della carena è del tipo a V profonda. Due coppie di pinne stabilizzatrici attive, controllate dal software di bordo, mantengono sotto controllo il rollio e l'imbardata della nave.
La nave è organizzata su sei ponti. Tre (ponte principale, ponte superiore e ponte belvedere) sono adibiti al trasporto passeggeri mentre gli altri tre (garage inferiore, garage principale e garage superiore) sono adibiti al trasporto di veicoli. Il ponte superiore del garage è sollevabile.
1. Il Ponte Principale ospita: Reception, Bar e 1208 Poltrone seconda classe.
2. Il Ponte Superiore ospita: 576 Poltrone prima classe
3. Il Ponte Belvedere ospita un bar

L'imbarco dei passeggeri viene effettuato tramite un'apposita rampa a poppa per raggiungere il garage principale. Il garage è poi collegato ai ponti passeggeri da rampe di scale e da due ascensori da 12 persone ciascuno di capacità. Per l'equipaggio sono previsti 34 posti.
La nave può trasportare 460 autoveicoli e i tre ponti garage possono essere caricati simultaneamente. In caso di trasporto autotreni invece la capacità è di 30 veicoli più 100 macchine (ospitate principalmente nel garage inferiore).
Le due rampe di poppa sono progettate per imbarcare e sbarcare autotreni di 45 tonnellate (15 per asse). I sistemi idraulici di sollevamento permettono un'altezza del tetto del garage di 4,4 metri. Scorpio non possiede portelloni di prua e le operazioni di carico e scarico sono effettuate tutte tramite i due portelloni di poppa, è perciò necessario effettuare un'inversione di marcia in uscita.
Inoltre il traghetto è progettato per essere totalmente evacuato in meno di 15 minuti.

## Dettagli propulsore

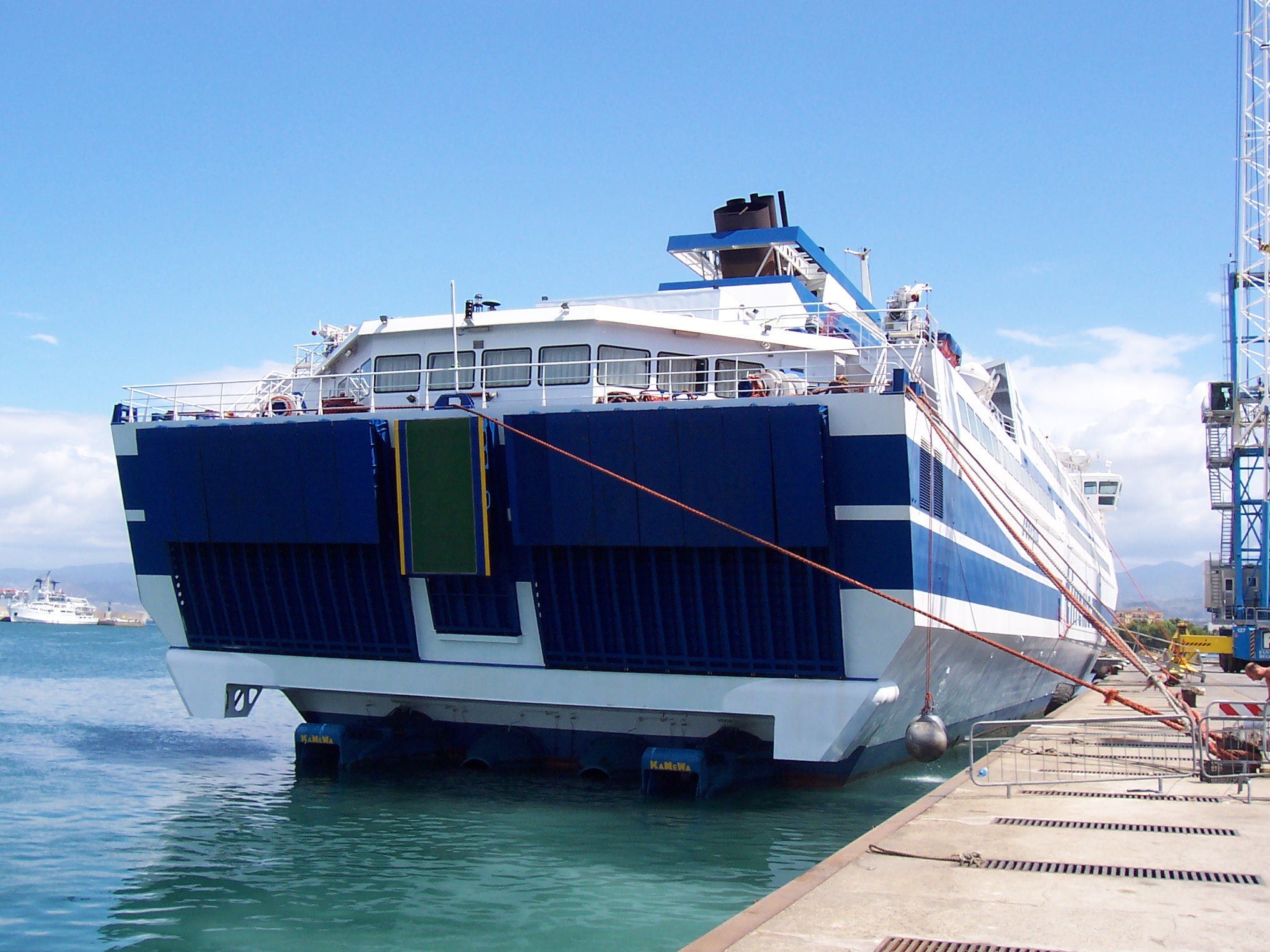
Un dettaglio della poppa del traghetto Scorpio. Nella parte bassa della poppa affiorano gli idrogetti laterali.

Il sistema di propulsione della nave è costituito da 2 turbine a gas General Electric / Fiat Avio LM2500 (21 MW) e 4 motori Diesel MTU 20V1163TB da 73 litri (6,5 MW) per un totale complessivo di 67 MW. Le turbine a gas della serie LM2500 sono un derivato della turbina per aeromobili General Electric CF6-6 e sono spesso utilizzate in navi da guerra, aliscafi, hovercraft oltre che in questa classe di trasporti marittimi. Le turbine a gas LM2500 pilotano i booster idrogetto centrali, due KaMeWa 180 SII, mentre i motori Diesel a coppie pilotano gli idrogetti di sinistra e di destra, due KaMeWa 140 SII.
Le coppie di booster sono fisse mentre gli idrogetti laterali hanno possibilità di rotazione, per fungere da timone. Le coppie di idrogetti con possibilità direzionale erano, al momento della costruzione, le più grandi mai costruite al mondo.
La configurazione flessibile del sistema di propulsione consente alla nave tre velocità operative.
Il sistema è in grado di spingere la nave ad oltre 40 nodi, sebbene venga solitamente utilizzato per fornire il 90% della potenza totale.

## Servizio
Entrato in servizio nell'estate 1999, operava per Tirrenia sulla rotta Genova-Porto Torres (assieme al gemello Capricorn) permetteva di fare la tratta in poco più di cinque ore, rispetto alle 12 ore dei traghetti tradizionali. Nel 2005 il traghetto è stato noleggiato alla Siremar (all'epoca controllata dalla stessa Tirrenia) per servire la rotta Milazzo - Napoli - Isole Eolie.
Nel 2006 Scorpio è stato utilizzato come "nave di riserva" e nel 2007 ha operato sulle rotte Fiumicino-Golfo Aranci e Fiumicino-Arbatax. Nell'estate 2008 viene noleggiato alla Sardinia Ferries, per collegare Livorno con Golfo Aranci in sostituzione del cruise ferry Mega Express Five, che aveva subito ritardi nella consegna da parte del cantiere navale.
Nel 2009 entrò in disarmo presso il porto di Olbia, poi fu trasferito in quello di Arbatax e infine in quello di Cagliari nell'autunno 2010, rimanendovi fino al 3 maggio 2012, quando venne ribattezzato Scorpio I e partì a rimorchio verso la Grecia. Dopo circa due anni di disarmo in Grecia dove subì alcuni interventi di "ristrutturazione" per poter nuovamente navigare, nell'estate 2014 venne acquistata dalla Seajets, che le cambiò nome in Tera Jet e per conto della quale prese servizio tra Creta e Santorini.

## Navi gemelle

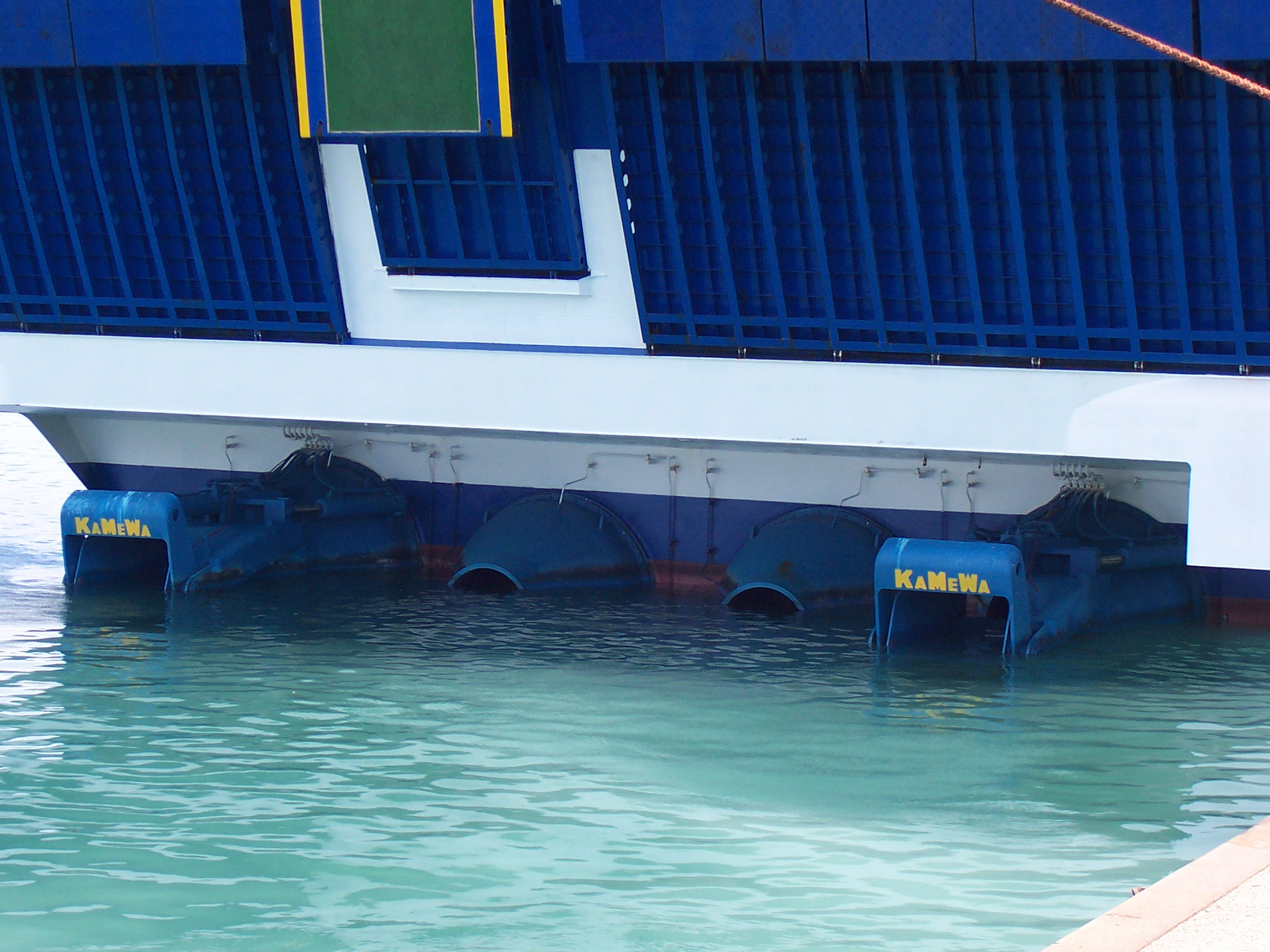
Nella foto si possono scorgere i due idrogetti centrali (surpressori fissi) e quelli laterali (direzionabili).

- Aries
- Taurus
- Capricorn